# Pseudosieversia amanoi
Pseudosieversia amanoi är en skalbaggsart som beskrevs av Hayashi 1971. Pseudosieversia amanoi ingår i släktet Pseudosieversia och familjen långhorningar. Inga underarter finns listade i Catalogue of Life.